# Municipio de Hereford
El municipio de Hereford (en inglés: Hereford Township) es un municipio ubicado en el condado de Berks en el estado estadounidense de Pensilvania. En el año 2000 tenía una población de 3.174 habitantes y una densidad poblacional de 79.4 personas por km².

## Geografía
El municipio de Hereford se encuentra ubicado en las coordenadas 40°26′00″N 75°37′35″O / 40.43333, -75.62639.

## Demografía
Según la Oficina del Censo en 2000 los ingresos medios por hogar en la localidad eran de $49,046 y los ingresos medios por familia eran $52,845. Los hombres tenían unos ingresos medios de $40,841 frente a los $26,414 para las mujeres. La renta per cápita para la localidad era de $21,661. Alrededor del 6,2% de la población estaba por debajo del umbral de pobreza.